# José Luis López Segura
José Luis López Segura (Los Molinos, Almería, 1940 - La Llagosta, 8 de octubre de 2013) fue un mecánico y político español.

## Biografía
Llegó a Cataluña procedente de Almería en 1954 y primero vivió en San Adrián del Besós para trasladarse en 1965 a La Llagosta. Empezó a trabajar a los 14 años en un taller mecánico de coches y posteriormente trabajó como mecánico de tornos. En los años setenta se afilió a UGT, y fue delegado de empresa y fundador del primer sindicato en la empresa donde trabajaba. En estos años participó activamente en el movimiento de asociaciones de vecinos y también en la Casa de Andalucía, y desde 1977 militó en la Federación Catalana del PSOE. A partir de la unificación en 1978 de la federación con el PSC, fue secretario de política municipal del PSC de La Llagosta y a partir de 1979 primer secretario de la agrupación local, cargo que ocupó hasta 2002. Fue miembro de la ejecutiva comarcal desde ese mismo año hasta el 2000. En 1988 fue elegido miembro del Consejo Nacional del partido y formó parte de él hasta el 2000. 
En las elecciones municipales de 1979 fue elegido concejal y participó en el gobierno de coalición con el PSUC encargándose de la Concejalia de Juventud, Deportes y Fiestas. En las elecciones municipales de 1983 fue elegido alcalde de La Llagosta y repitió mandato hasta el 22 de noviembre de 2002, fecha en que dimitió debido a problemas internos del partido y fue sustituido por Adelino José Macías González.

## Vida personal
José Luis se casó con Dolores Fernández Martinez el 12 de diciembre del año 1965 en Sant Andreu, Barcelona.
En 1967, nació su hija, María Ángeles López Fernández, y tres años después, en 1970, su hijo Jordi López Fernández.
En 1997, se convirtió en abuelo con el nacimiento de su única nieta Núria Salvador López.
José Luis López Segura falleció el 8 de octubre de 2013. Posteriormente, se organizó un acto de homenaje en el cual se anunció que empezarían los trámites  para nombrar a José Luis hijo adoptivo de La Llagosta, por el gran legado que dejó tras sus 19 años de alcaldía.